# Jan Harmensz Muller

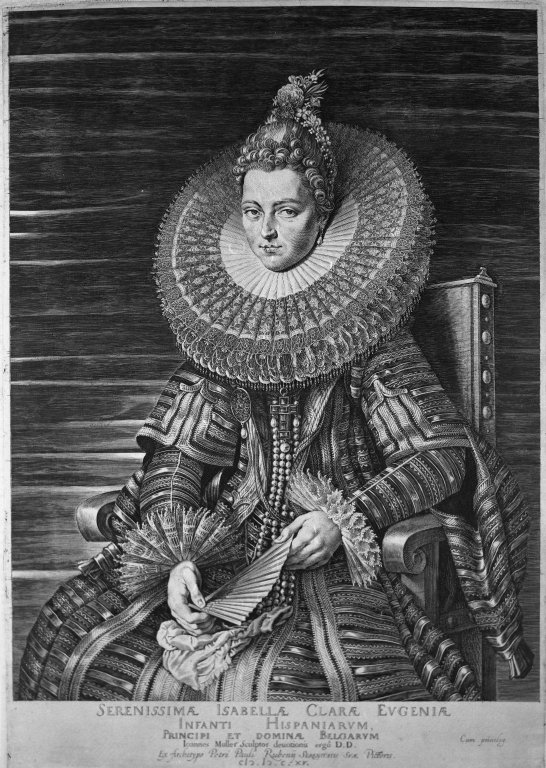
Retrat d'Isabel Clara Eugènia, circa 1615.

Jan Harmensz. Muller (Amsterdam, 1 de juliol de 1571 - Amsterdam, 18 d'abril de 1628) fou un pintor, dibuixant i gravador de l'Edat d'Or neerlandesa.

## Biografia
El seu pare, Harmen Jansz Muller (1540-1617) era impressor, editor, gravador i marxant d'art. Amb ell va aprendre gravat. El jove Muller es va desplaçar a Praga, la cort de Rodolf II del Sacre Imperi Romanogermànic, on va entrar en contacte amb el manierisme de Hans von Aachen, Bartholomeus Spranger i Adriaen de Vries -a la família del qual estava vinculat per matrimoni-. El 1597 es va convertir en gravador de la cort imperial. Va passar a Itàlia, on va intentar alguna gestió de compra d'art per a Rodolf II, sense èxit. Entre 1594 i 1602 va estar a Roma i Nàpols. A la seva tornada a Amsterdam, es va ocupar del taller del seu pare, que havia mort.
Va tenir renom com a pintor d'escenes mitològiques i bíbliques.

## Obres
- Violació d'una savina, Institut d'Art de Chicago.[2]
- Parella abraçada, Museu J. Paul Getty, Los Angeles.[3]
- Dos estudis d'Atles, Museu Fitzwilliam, Cambridge.[4]
- Ball de carnestoltes, Museu del Louvre, París.[5]
- Cap[5] Louvre.
- Agar en el desert socorreguda per un àngel que li mostra un pou, Louvre.[5]
- El fill pròdig seduït per una cortesana, Louvre.[6]
- Resurrecció de Lázaro', National Gallery of Ottawa.[7]